# Понинский, Владислав Август
Владислав Август Понинский (пол. Władysław August Poniński; 17 февраля 1823, Зренцин — 10/11 августа 1901, Сапожин) — польский граф и генерал, служивший в Венгрии и Италии. Полковник 1-го уланского полка Польского легиона, адъютант первого короля Италии Виктора Эммануила II, полковник 3-го Савойского кавалерийского полка, генерал-лейтенант с 1862 года.

## Биография
Представитель польского графского рода Понинских герба «Лодзя». Второй сын графа Августа Понинского (1791—1832) и его кузины Марии Понинской. Братья — граф Артур Понинский (1817—1865) и граф Альфред Понинский (1825-?).
Родился 17 февраля 1823 года в имении Зренцин. Во время Венгерской революции 1848 года граф Понинский командовал 1-й уланским полком Польского легиона в Венгрии, где отличился в битве при Темешваре (1849). За свою службу он был награжден венгерским повстанческим Орденом за военные заслуги II и III классов. Позднее граф Понинский находился в изгнании в Турции.
В 1859 году граф Понинский прибыл с князем Иеронимом Наполеоном в Тоскану, где ему было поручено организовать два кавалерийских полка. В течение нескольких лет он находился в Милане в чине полковника. В 1860—1881 годах граф Владислав Август Понинский служил в армии Сардинского, затем Итальянского королевства. В 1862 году он получил чин генерал-лейтенанта (эквивалент дивизионного генерала). С 1863 года проживал в Фераццо. Во время Австро-итальянской 1866 года руководил обороной отдельного участка границы. В 1878 году — комендант в Вигонце. В 1881 году граф Понинский покинул ряды итальянской армии и вернулся на родину. Он поселился в Волынской губернии и занимался правлением своими земельными угодьями.
Скончался 10 или 11 августа 1901 года в Сапожине на Волыни. Был похоронен на раковицком кладбище в Кракове.

## Семья
10 февраля 1863 года в Париже женился на княгине Ольге Еве Святополк-Четвертинской (1838—1908), дочери князя Евстахия Святополк-Четвертинского (1803—1884) и Юлии Ярошинской (1815—1878), вдове своего дяди, князя Августа Святополк-Четвертинского. Супруги имели в браке двух сыновей:
- Граф  Стефан Владислав Мария Понинский (1865—1939), женат с 1890 года на Марии Ярошинской (1870—1932), бездетен
- Граф  Мечислав Евстахий Адольф Понинский (1869—1942), женат с 1894 года на Амелии Ястржембской (1871—1981), три дочери.

Автор мемуаров.

## Награды
- Большая Лента Ордена Святых Маврикия и Лазаря — Италия[3]
- Большая Лента Ордена Короны Италии — Италия[3]
- Командорский Крест Ордена Святых Маврикия и Лазаря — Италия
- Командорский Крест Ордена Короны Италии — Италия
- Золотой Крест за 40-летнюю Военную Службу — Италия[3]
- Большая Лента Ордена Франца Иосифа — Австро-Венгрия (1878)[3]
- Командорский Крест со Звездой Ордена Карлоса III — Испания[3]
- Орден за Военные Заслуги II и III класса — Венгрия[3][7]
- Орден Меджидие IV класса — Османская империя[3]
- Много медалей за военные кампании[3].